# Firenze, il nostro domani
Firenze, il nostro domani è un film documentario co-diretto da Franco Angeli, Franco Bernini, Francesca Comencini, Nicolò Ferrari, Gianfranco Fiore, Franco Giraldi, Francesco Maselli, Mario Monicelli, Gillo Pontecorvo e Fulvio Wetzl.

## Trama
Il film, prodotto dalla Fondazione Cinema nel Presente e dalla società di produzione cinematografica Luna Rossa, racconta le quattro giornate del Social Forum Europeo di Firenze dal 6 al 10 novembre 2002.